# Якимов, Василий Алексеевич
Василий Алексеевич Якимов (1802—1853) — российский филолог, писатель

, переводчик и педагог; профессор Харьковского университета по кафедре русской словесности.

## Биография
Родился в 1802 году и происходил из духовного звания. По окончании курса в Белгородской духовной семинарии в 1823 году поступил своекоштным студентом в Императорский Харьковский университет — на словесный факультет, который окончил в 1826 году со званием кандидата и получил в то же время золотую медаль за сочинение. В 1827 году был определён учителем словесности в Харьковский институт благородных девиц, а в 1831 году стал преподавать словесность в университете. В 1832 году он получил в Санкт-Петербургском университете степень магистра словесных наук и был утвержден адъюнктом по этому предмету.
Жил и работал в тяжелую для науки эпоху, при весьма печальных условиях личного воспитания и семейной обстановки. Академик М. И. Сухомлинов, слушавший в молодости его лекции, в своем отзыве о нём осторожно замечает о «крайне неблагоприятных условиях его воспитания и жизненной обстановки в годы молодости». Другой его слушатель, М. Ф. Де-Пуле, указал, что Якимов «опустился от расстройства экономических и семейных дел. Он был человек добрый, но какой-то забитый или надломленный, а потому и делом своим занимался спустя рукава; случалось, что по приходе он тотчас уходил с лекции, сознаваясь, что не приготовился к чтению». Другой его слушатель в своих воспоминаниях о харьковских профессорах 1830-х годов отмечал, что семинарское воспитание «наложило на него неизгладимый тип своеобразных воззрений на жизнь и науку». Д. П. Хрущов указывал, что Якимов «читал вяло, бесцветно, голосом медоточивым. Он был, что называется, ума твердого, но простого. Впрочем, он был добрый человек и его мы любили». 
Не ограничиваясь преподаванием в учебных заведениях и не довольствуясь содержанием пансионеров, Якимов приобрёл себе дом и открыл свой собственный пансион для детей купеческого сословия, нечто вроде коммерческого училища, с преподаванием предметов гимназического курса, но без древних языков. Потребности в такой школе в то время, по-видимому, совсем не было и пансион, ничего не принёс Якимову, кроме убытков.
По отзывам Де Пуле, профессор Якимов «принадлежал к риторам старой школы, писал рассуждения в стихах и в прозе о красноречии, о красотах и изобилии русского языка и т. п. предметах… Он принадлежал к числу литераторов 20-х и 30-х годов; на тогдашнем миросозерцании он остановился и не пошел далее. Он писал для актов торжественные речи, был убежден в необходимости писать такие же стихотворения и даже песнопения, требовал от студентов того же, хотел, чтобы они изучали Россиаду, но, к счастью, требовал он и хотел всего этого как-то сонно и апатично <…> читал студентам эстетику довольно сносно и историю русской литературы совсем уж плохо».
Он не был совсем замкнут в харьковской провинциальной жизни: бывал в Санкт-Петербурге, входил в общение с некоторыми выдающимися учеными и писателями, например князем Владимиром Фёдоровичем Одоевским, однако заметного влияния на его ученые или литературные труды это не оказало. 
Оставил после себя 10 сочинений, из которых, как отмечал автор статьи в «Русском биографическом словаре», лишь одно, «и притом с большой натяжкой», может быть признано учёным исследованием: «О красноречии в России до Ломоносова» — докторская диссертация, которая, по отзыву академика Сухомлинова, «отличается бесцветностью содержания и наивностью критических приёмов». Четыре других его произведения относятся к литературно-мистическим рассуждениям: «О бессмертии человека», «Об отношении просвещения к истинам откровения» и т. п. 
Это было время, когда в Харьковском университете попечитель Е. В. Карнеев насаждал благочестие и когда здесь процветало «студенческое библейское сотоварищество», в котором, Якимов изощрялся в благочестивых рассуждениях и в истолкованиях псалмов, описывая в виршах сотворение мира, появление первого человека и прочее. Схожи по содержанию и другие рассуждения автора на темы патриотические и панегирики сильным мира. Якимову принадлежит рассуждение «Дар слова», произнесенное в торжественном собрании университета в 1831 году, являющееся ярким выражением тогдашнего риторического педантизма. Эта речь была напечатана в университетском издании отдельно. 
В 1830-х годах Якимовым были изданы переводы Уильяма Шекспира «Король Лир» и «Венецианский купец»; в рукописи же при жизни автора остались: «Отелло», «Цимбалин», «Сон в летнюю ночь» и «Что вам угодно?». Переводы были сделаны с буквальной точностью, но выходившие одновременно переводы Полевого и Кронберга по лёгкости и ясности оставили позади себя тяжёлые переводы Якимова. Однако Якимов дорожил своими переводами из Шекспира, читал их в Санкт-Петербурге у князя В. Ф. Одоевского, который слушать их пригласил даже князя П. А. Вяземского и А. С. Пушкина.
В 1839 году, помимо желания Якимова, к нему был приставлен помощник, а в 1852 году он был забаллотирован и вынужден был выйти в отставку. 
Умер в 1853 году.